# Église de la Décollation-de-Saint-Jean-Baptiste de Bojanci
L'église de la Décollation-de-Saint-Jean-Baptiste (slovène : cerkev Obglavljenja sv. Janeza Krstnika) est un édifice religieux catholique situé à Bojanci (sl) (commune de Črnomelj), en Slovénie.

## Histoire
L'édifice date probablement du dernier quart du XVIIIe siècle.